# Liste des genres de ptérosaures
 (juin 2025).
Cette liste des ptérosaures inclut les genres classés dans l'ordre des ptérosaures actuellement connus et considérés comme valides classés dans l'ordre alphabétique et accompagnés du nom de leur(s) ou des découvreur(s) ainsi que de l'année de la découverte.
Lorsqu'une espèce a été successivement attribuée à plusieurs genres ou que des espèces précédemment considérée comme différentes sont aujourd'hui identifiés comme n'en formant qu'une seule, les espèces invalides sont indiqués dans la colonne "Synonymes".
Les genres non valides ou ayant autrefois été identifiés à tort comme des ptérosaures sont inclus dans une seconde liste en bas de la page.

## Termes utilisés dans cet article
- Genre : rang taxinomique regroupant des espèces très proches. Un genre peut être constitué d'une seule espèce s'il n'en existe aucune autre suffisamment similaire pour y être incluse ; dans ce cas, il est dit monospécifique.
- Ichnoespèce / ichnogenre : espèce/genre que l'on connaît uniquement par son "travail" fossilisé (le plus souvent des empreintes de pas, voire des pistes mais aussi des terriers, des nids…).
- Nomen dubium (littéralement nom douteux) : nom dont il est impossible de dire s'il correspond à un taxon en particulier, généralement car l'holotype est trop fragmentaire ou bien a été détruit ou égaré.
- Nomen nudum (littéralement nom nu) : nom utilisé pour désigner un taxon dans une ou plusieurs publications scientifique mais n'ayant pas (encore) été formellement décrit ou relié à une description existante. Un nomen nudum est considéré comme invalide.

## Liste des genres
| Genre                | Auteur(s)                           | Année | Statut                                  | Période                                   | Répartition               | Image ou Notes |
| -------------------- | ----------------------------------- | ----- | --------------------------------------- | ----------------------------------------- | ------------------------- | --- |
| Aerodactylus         | Vidovic & Martill                   | 2014  | Douteux                                 | Jurassique supérieur                      | Europe                    | Aerodactylus |
| Aerodraco            | Holgado & Pêgas                     | 2020  | Valide                                  | Crétacé inférieur                         | Europe                    | Aerodraco |
| Aerotitan            | Novas et al.                        | 2012  | Valide                                  | Crétacé supérieur                         | Amérique du Sud           | Aerotitan |
| Aetodactylus         | Myers                               | 2010  | Valide                                  | Crétacé supérieur                         | Amérique du Nord          | Aetodactylus |
| Afrotapejara         | Martill et al.                      | 2020  | Valide                                  | Crétacé supérieur                         | Afrique                   | Afrotapejara |
| Akharhynchus         | Jacobs, Smith, & Zouhri             | 2024  | Valide                                  | Crétacé supérieur                         | Afrique                   | Akharhynchus |
| Alamodactylus        | Andres & Myers                      | 2013  | Valide                                  | Crétacé supérieur                         | Amérique du Nord          | Ø |
| Alanqa               | Ibrahim et al.                      | 2010  | Valide                                  | Crétacé supérieur                         | Afrique                   | Alanqa |
| Albadraco            | Solomon et al.                      | 2019  | Valide                                  | Crétacé supérieur                         | Europe                    | Albadraco |
| Alcione              | Longrich et al.                     | 2018  | Valide                                  | Crétacé supérieur                         | Afrique                   | Alcione |
| Allkaruen            | Codorniú et al.                     | 2016  | Valide                                  | Jurassique inférieur au Jurassique moyen  | Amérique du Sud           | Allkaruen |
| Altmuehlopterus      | Vidovic & Martill                   | 2017  | Valide                                  | Jurassique supérieur                      | Europe                    | Altmuehlopterus |
| Amblydectes          | Hooley                              | 1914  | Valide                                  | Crétacé inférieur                         | Europe                    | Amblydectes |
| Angustinaripterus    | He, Xinlu et al.                    | 1983  | Valide                                  | Jurassique moyen                          | Asie                      | Angustinaripterus |
| Anhanguera           | Campos & Kellner                    | 1985  | Valide                                  | Crétacé inférieur                         | Amérique du Sud           | Anhanguera |
| Anurognathus         | Döderlein                           | 1923  | Valide                                  | Jurassique supérieur                      | Europe                    | Anurognathus |
| Apatomerus           | Williston                           | 1903  | Identification erronée                  | Crétacé inférieur                         | Amérique du Nord          | Peut-être un plésiosaure mal identifié. |
| Apatorhamphus        | McPhee et al.                       | 2020  | Valide                                  | Crétacé inférieur                         | Afrique                   | |
| Arambourgiania       | Nesov, Kanznyshkina & Cherepanov    | 1987  | Valide                                  | Crétacé supérieur                         | Asie                      | |
| Aralazhdarcho        | Averianov                           | 2007  | Valide                                  | Crétacé supérieur                         | Asie                      | |
| Araripedactylus      | Wellnhofer                          | 1977  | Valide                                  | Crétacé inférieur                         | Amérique du Sud           | |
| Araripesaurus        | Price                               | 1971  | Valide                                  | Crétacé inférieur                         | Amérique du Sud           | |
| Archaeoistiodactylus | Lü & Fucha                          | 2011  | Valide                                  | Jurassique moyen                          | Asie                      | |
| Arcticodactylus      | Kellner                             | 2015  | Valide                                  | Trias supérieur                           | Europe                    | |
| Ardeadactylus        | Bennett                             | 2013  | Valide                                  | Jurassique supérieur                      | Europe                    | |
| Argentinadraco       | Kellner & Calvo                     | 2017  | Valide                                  | Crétacé supérieur                         | Amérique du Sud           | |
| Arthurdactylus       | Frey & Martill                      | 1994  | Valide                                  | Crétacé inférieur                         | Amérique du Sud           | |
| Aurorazhdarcho       | Frey, Meyer & Tischlinger           | 2011  | Valide                                  | Jurassique supérieur                      | Europe                    | Aurorazhdarcho |
| Aussiedraco          | Kellner, Rodrigues & Costa          | 2011  | Valide                                  | Crétacé inférieur                         | Australie                 | |
| Austriadactylus      | Dalla Vecchia, Wild & Reitner       | 2002  | Valide                                  | Trias supérieur                           | Europe                    | |
| Austriadraco         | Kellner                             | 2015  | Valide                                  | Trias supérieur                           | Europe                    | |
| Avgodectes           | Peters                              | 2004  | Jr. synonym                             | N/A                                       | N/A                       | Peut-être un synonyme plus récent de Haopterus . |
| Aymberedactylus      | Pêgas et al.                        | 2016  | Valide                                  | Crétacé inférieur                         | Amérique du Sud           | |
| Azhdarcho            | Nesov                               | 1984  | Valide                                  | Crétacé supérieur                         | Asie                      | |
| Bakonydraco          | Ösi, Weishampel & Jianu             | 2005  | Valide                                  | Crétacé supérieur                         | Europe                    | Bakonydraco |
| Balaenognathus       | Martill et al.                      | 2023  | Valide                                  | Jurassique supérieur                      | Europe                    | |
| Banguela             | Headden & Campos                    | 2015  | Jr. synonym                             | Crétacé inférieur                         | Amérique du Sud           | Peut-être un synonyme plus récent de Thalassodromeus. |
| Barbaridactylus      | Longrich et al.                     | 2018  | Valide                                  | Crétacé supérieur                         | Afrique                   | |
| Barbosania           | Elgin & Frey                        | 2011  | Valide                                  | Crétacé supérieur                         | Amérique du Sud           | |
| Batrachognathus      | Rjabinin                            | 1948  | Valide                                  | Jurassique supérieur                      | Asie                      | |
| Beipiaopterus        | Lü                                  | 2003  | Valide                                  | Crétacé inférieur                         | Asie                      | |
| Belonochasma         | Broili                              | 1939  | Identification erronée                  | N/A                                       | N/A                       | Plutôt qu'un ptérosaure, un gnathostome. |
| Bellubrunnus         | Hone et al.                         | 2012  | Valide                                  | Jurassique supérieur                      | Europe                    | |
| Bennettazhia         | Nesov                               | 1991  | Valide                                  | Crétacé inférieur                         | Amérique du Nord          | |
| Bergamodactylus      | Kellner                             | 2015  | Valide                                  | Trias supérieur                           | Europe                    | |
| Bogolubovia          | Nesov & A. A. Yarkov                | 1989  | Valide                                  | Crétacé supérieur                         | Asie                      | |
| Boreopterus          | Lü & Q. Ji                          | 2005  | Valide                                  | Crétacé inférieur                         | Asie                      | |
| Brachytrachelus      | Giebel                              | 1852  | Douteux                                 | N/A                                       | N/A                       | preoccupied name; now known as Scaphognathus |
| Brasileodactylus     | Kellner                             | 1984  | Valide                                  | Crétacé inférieur                         | Amérique du Sud           | |
| Cacibupteryx         | Gasparini, Fernández & de la Fuente | 2004  | Valide                                  | Jurassique supérieur                      | Cuba                      | |
| Caelestiventus       | Britt, Dalla Vecchia, Chure et al.  | 2018  | Valide                                  | Trias supérieur                           | Amérique du Nord          | |
| Caiuajara            | Manzig et al.                       | 2014  | Valide                                  | Crétacé supérieur                         | Amérique du Sud           | |
| Camposipterus        | Rodrigues & Kellner                 | 2013  | Valide                                  | Crétacé inférieur                         | Europe                    | |
| Campylognathus       | Plieninger                          | 1894  | Douteux                                 | N/A                                       | N/A                       | preoccupied name; now known as Campylognathoides |
| Campylognathoides    | Strand                              | 1928  | Valide                                  | Jurassique inférieur                      | Europe                    | Campylognathoides |
| Carniadactylus       | Dalla Vecchia                       | 2009  | Valide                                  | Trias supérieur                           | Europe                    | Anciennement Eudimorphodon rosenfeldi. |
| Cascocauda           | Yang et al.                         | 2022  | Valide                                  | Jurassique moyen-Jurassique supérieur     | Asie                      | |
| Cathayopterus        | Wang, Zhou                          | 2006  | Valide                                  | Crétacé inférieur                         | Asie                      | |
| Caulkicephalus       | Steel, Martill et al.               | 2005  | Valide                                  | Crétacé inférieur                         | Europe                    | |
| Caupedactylus        | Kellner                             | 2013  | Valide                                  | Crétacé inférieur                         | Amérique du Sud           | |
| Caviramus            | Fröbisch & Fröbisch                 | 2006  | Valide                                  | Trias supérieur                           | Europe                    | |
| Cearadactylus        | Leonardi & Borgomanero              | 1985  | Valide                                  | Crétacé inférieur                         | Amérique du Sud           | Cearadactylus |
| Ceoptera             | Martin-Silverstone et al.           | 2024  | Valide                                  | Jurassique moyen                          | Île de Skye               | |
| Changchengopterus    | Lü                                  | 2009  | Valide                                  | Jurassique supérieur                      | Asie                      | |
| Chaoyangopterus      | Wang & Zhou                         | 2003  | Valide                                  | Crétacé inférieur                         | Asie                      | |
| Cimoliopterus        | Rodrigues & Kellner                 | 2013  | Valide                                  | Crétacé supérieur                         | Europe                    | |
| Cimoliornis          | Owen                                | 1846  | Nomen nudum                             | N/A                                       | N/A                       | |
| Coloborhynchus       | Owen                                | 1874  | Valide                                  | Crétacé inférieur                         | Europe, Amérique, Afrique | Coloborhynchus |
| Cratonopterus        | Jiang et al.                        | 2023  | Valide                                  | Crétacé inférieur                         | Asie                      | |
| Cretornis            | Fritsch                             | 1880  | Valide                                  | Crétacé supérieur                         | Europe                    | |
| Criorhynchus         | Owen                                | 1874  | Jr. synonym                             | N/A                                       | N/A                       | Synonyme plus récent de Ornithocheirus. |
| Cryodrakon           | Hone et al.                         | 2019  | Valide                                  | Crétacé supérieur                         | Amérique du Nord          | |
| Ctenochasma          | von Meyer                           | 1852  | Valide                                  | Jurassique supérieur                      | Europe                    | Ctenochasma |
| Cuspicephalus        | Martill & Etches                    | 2013  | Valide                                  | Jurassique supérieur                      | Europe                    | |
| Cycnorhamphus        | Seeley                              | 1870  | Valide                                  | Jurassique supérieur                      | Europe                    | |
| Daitingopterus       | Maisch, Matzke & Ge Sun             | 2004  | Nomen nudum                             | Jurassique supérieur                      | Europe                    | |
| Daohugoupterus       | Cheng et al.                        | 2015  | Valide                                  | Jurassique supérieur                      | Asie                      | |
| Darwinopterus        | Lü, Unwin et al.                    | 2009  | Valide                                  | Jurassique moyen                          | Asie                      | Forme intermédiaire entre les rhamphorhynchoids et les pterodactyloids. |
| Dawndraco            | Kellner                             | 2010  | Valide                                  | Crétacé supérieur                         | Amérique du Nord          | Peut-être un synonyme plus récent de Geosternbergia. |
| Dearc                | Jagielska et al.                    | 2022  | Valide                                  | Jurassique moyen                          | Île de Skye               | |
| Dendrorhynchoides    | S.-A. Ji, Q. Ji & Padian            | 1999  | Valide                                  | Jurassique supérieur au Crétacé inférieur | Asie                      | |
| Dendrorhynchus       | S.-A. Ji & Q. Ji                    | 1998  | Douteux                                 | N/A                                       | N/A                       | Preoccupied name; now known as Dendrorhynchoides. |
| Dermodactylus        | Marsh                               | 1881  | Nomen dubium                            | Jurassique supérieur                      | Amérique du Nord          | |
| Dimorphodon          | Owen                                | 1859  | Valide                                  | Jurassique inférieur                      | Europe                    | Dimorphodon |
| Diopecephalus        | Seeley                              | 1871  | Synonyme de Petrodactylus selon PaleoDB | Jurassique supérieur                      | Europe                    | |
| Dolicorhamphus       | Seeley                              | 1875  | Nomen dubium                            | Jurassique moyen                          | Europe                    | |
| Domeykodactylus      | Martill, Frey et al.                | 2000  | Valide                                  | Crétacé inférieur                         | Amérique du Sud           | |
| Doratorhynchus       | Seeley                              | 1875  | Nomen vanum                             | Jurassique supérieur au Crétacé inférieur | Europe                    | |
| Dorygnathus          | Wagner                              | 1860  | Valide                                  | Jurassique inférieur                      | Europe                    | Dorygnathus |
| Douzhanopterus       | Wang et al.                         | 2017  | Valide                                  | Jurassique supérieur                      | Asie                      | |
| Draigwenia           | Holgado                             | 2021  | Valide                                  | Crétacé inférieur                         | Europe                    | |
| Dsungaripterus       | Young                               | 1964  | Valide                                  | Jurassique supérieur au Crétacé inférieur | Asie                      | Dsungaripterus |
| Elanodactylus        | Andres & Ji, Q.                     | 2008  | Valide                                  | Crétacé inférieur                         | Asie                      | |
| Eoazhdarcho          | Lü & Ji                             | 2005  | Valide                                  | Crétacé inférieur                         | Asie                      | |
| Eopteranodon         | Lü & Zhang                          | 2005  | Valide                                  | Crétacé inférieur                         | Asie                      | |
| Eosipterus           | Ji & Ji                             | 1997  | Valide                                  | Crétacé inférieur                         | Asie                      | |
| Epapatelo            | Fernandes et al.                    | 2022  | Valide                                  | Crétacé supérieur                         | Afrique                   | |
| Eudimorphodon        | Zambelli                            | 1973  | Valide                                  | Trias supérieur                           | Europe                    | Eudimorphodon |
| Europejara           | Vullo et al.                        | 2012  | Valide                                  | Crétacé inférieur                         | Europe                    | |
| Eurazhdarcho         | Vremir et al.                       | 2013  | Valide                                  | Crétacé supérieur                         | Europe                    | |
| Eurolimnornis        | Kessler & Jurcsák                   | 1986  | Valide                                  | Crétacé inférieur                         | Europe                    | Initialement décrit comme un oiseau puis reconsidéré en tant que ptérosaure. |
| Faxinalipterus       | Bonaparte et al.                    | 2010  | Identification erronée                  | N/A                                       | N/A                       | Initialement décrit comme un ptérosaure avant d'être considéré extérieur à ce groupe. Rattaché à ce groupe : pterosauromorph. |
| Feilongus            | Wang, Kellner et al.                | 2005  | Valide                                  | Crétacé inférieur                         | Asie                      | Feilongus |
| Fenghuangopterus     | Lü, Fucha & Chen                    | 2010  | Valide                                  | Jurassique moyen                          | Asie                      | |
| Ferrodraco           | Pentland et al.                     | 2019  | Valide                                  | Crétacé supérieur                         | Australie                 | |
| Forfexopterus        | Jiang et al.                        | 2016  | Valide                                  | Crétacé inférieur                         | Asie                      | |
| Gallodactylus        | Fabre                               | 1974  | Jr. synonym                             | N/A                                       | N/A                       | Synonyme plus récent de Cycnorhamphus. |
| Geosternbergia       | Miller                              | 1978  | Valide                                  | N/A                                       | N/A                       | Possible Synonyme plus récent de Pteranodon. |
| Gegepterus           | X. Wang, Kellner et al.             | 2007  | Valide                                  | Crétacé inférieur                         | Asie                      | |
| Germanodactylus      | Yang                                | 1964  | Valide                                  | Jurassique supérieur                      | Europe                    | Germanodactylus |
| Gladocephaloideus    | Lü, Ji, Wei & Liu                   | 2011  | Valide                                  | Crétacé inférieur                         | Asie                      | |
| Gnathosaurus         | von Meyer                           | 1833  | Valide                                  | Jurassique supérieur                      | Europe                    | |
| Guidraco             | Wang et al.                         | 2012  | Valide                                  | Crétacé inférieur                         | Asie                      | |
| Gwawinapterus        | Arbour & Currie                     | 2011  | Identification erronée                  | Crétacé supérieur                         | Amérique du Nord          | Initialement identifié comme un istiodactylid ptérosaure, puis reconsidéré comme un poisson indéterminé saurodontid. |
| Haliskia             | Pentland et al.                     | 2024  | Valide                                  | Crétacé inférieur                         | Australie                 | |
| Hamipterus           | Wang et al.                         | 2014  | Valide                                  | Crétacé inférieur                         | Asie                      | |
| Haopterus            | Wang X., Lü                         | 2001  | Valide                                  | Crétacé inférieur                         | Asie                      | Haopterus |
| Harpactognathus      | Carpenter, Unwin et al.             | 2003  | Valide                                  | Jurassique supérieur                      | Amérique du Nord          | |
| Hatzegopteryx        | Buffetaut, Grigorescu & Csiki       | 2002  | Valide                                  | Crétacé supérieur                         | Europe                    | Hatzegopteryx |
| Herbstosaurus        | Casamiquela                         | 1974  | Valide                                  | Jurassique supérieur                      | Amérique du Sud           | |
| Hongshanopterus      | X. Wang, Campos et al.              | 2008  | Valide                                  | Crétacé inférieur                         | Asie                      | |
| Huanhepterus         | Dong                                | 1982  | Valide                                  | Jurassique supérieur                      | Asie                      | |
| Huaxiadraco          | Pêgas et al.                        | 2023  | Valide                                  | Crétacé inférieur                         | Asie                      | |
| Huaxiapterus         | Lü & C. Yuan                        | 2005  | Nomen dubium                            | Crétacé inférieur                         | Asie                      | Peut-être un synonyme plus récent de Sinopterus. |
| Iberodactylus        | Holgado et al.                      | 2019  | Valide                                  | Crétacé inférieur                         | Europe                    | |
| Ikrandraco           | Wang et al.                         | 2014  | Valide                                  | Crétacé inférieur                         | Asie                      | |
| Inabtanin            | Rosenbach et al.                    | 2024  | Valide                                  | Crétacé supérieur                         | Asie                      | |
| Ingridia             | Unwin & Martill                     | 2007  | Jr. snyonym                             | N/A                                       | N/A                       | Synonyme plus récent de Tupandactylus. |
| Istiodactylus        | Howse, Milner & Martill             | 2001  | Valide                                  | Crétacé inférieur                         | Europe                    | Istiodactylus |
| Javelinadactylus     | Campos                              | 2021  | Jr. synonym                             | N/A                                       | N/A                       | Synonyme plus récent de Wellnhopterus. Bien que nommé quelques mois plus tôt, sa description a été retirée suite aux allégations selon lesquelles l'auteur n'avait pas accès à l'holotype, et semble l'avoir écrite pour sortir un quantité importante d'articles où figurait la description du Wellnhopterus. |
| Jeholopterus         | X. Wang & Zhou                      | 2002  | Valide                                  | Jurassique moyen au Crétacé inférieur     | Asie                      | Jeholopterus |
| Jianchangnathus      | Cheng, Wang, Jiang & Kellner        | 2012  | Valide                                  | Jurassique moyen                          | Asie                      | |
| Jianchangopterus     | Lü & Bo                             | 2011  | Valide                                  | Jurassique moyen                          | Asie                      | |
| Jidapterus           | Dong, Sun & Wu                      | 2003  | Valide                                  | Crétacé inférieur                         | Asie                      | |
| Kariridraco          | Cerqueira et al.                    | 2021  | Valide                                  | Crétacé inférieur                         | Amérique du Sud           | |
| Kepodactylus         | Harris & Carpenter                  | 1996  | Valide                                  | Jurassique supérieur                      | Amérique du Nord          | |
| Keresdrakon          | Kellner et al.                      | 2019  | Valide                                  | Crétacé inférieur au Crétacé supérieur    | Amérique du Sud           | |
| Klobiodon            | O'Sullivan & Martill                | 2018  | Valide                                  | Jurassique moyen                          | Europe                    | |
| Kunpengopterus       | X. Wang, Kellner et al.             | 2010  | Valide                                  | Jurassique moyen                          | Asie                      | |
| Kryptodrakon         | Andres, Clark & Xu                  | 2014  | Valide                                  | Jurassique moyen au Jurassique supérieur  | Asie                      | |
| Lacusovagus          | Witton                              | 2008  | Valide                                  | Crétacé inférieur                         | Amérique du Sud           | |
| Laopteryx            | Marsh                               | 1881  | Nomen dubium                            | Jurassique supérieur                      | Amérique du Nord          | |
| Leptostomia          | Smith et al.                        | 2020  | Valide                                  | Crétacé inférieur au Crétacé supérieur    | Afrique                   | |
| Liaodactylus         | C.-F. Zhou et al.                   | 2017  | Valide                                  | Jurassique supérieur                      | Asie                      | |
| Liaoningopterus      | X.-L. Wang & Z.-H. Zhou             | 2003  | Valide                                  | Crétacé inférieur                         | Asie                      | Liaoningopterus |
| Liaoxipterus         | Dong & Lü                           | 2005  | Valide                                  | Crétacé inférieur                         | Asie                      | |
| Limnornis            | Kessler & Jurcsák                   | 1984  | Douteux                                 | Crétacé inférieur                         | Europe                    | Initialement décrit comme un oiseau, les fossiles ont été renommés Palaeolimnornis. |
| Linlongopterus       | Rodrigues et al.                    | 2015  | Valide                                  | Crétacé inférieur                         | Asie                      | |
| Lingyuanopterus      | Xu et al.                           | 2022  | Valide                                  | Crétacé inférieur                         | Asie                      | |
| Lithosteornis        | Gervais                             | 1844  | Nomen nudum                             | N/A                                       | N/A                       | Nomen nudum. |
| Lonchodectes         | Hooley                              | 1914  | Valide                                  | Crétacé inférieur au Crétacé supérieur    | Europe                    | Lonchodectes |
| Lonchodraco          | Rodrigues & Kellner                 | 2013  | Valide                                  | Crétacé inférieur au Crétacé supérieur    | Europe                    | |
| Lonchognathosaurus   | Maisch, Matzke & Ge Sun             | 2004  | Valide                                  | Crétacé inférieur                         | Asie                      | |
| Longchengpterus      | L. Wang, L. Li et al.               | 2006  | Valide                                  | Crétacé inférieur                         | Asie                      | |
| Luchibang            | Hone, L. Li et al.                  | 2020  | Valide                                  | Crétacé inférieur                         | Asie                      | |
| Ludodactylus         | Frey, Martill & Buchy               | 2003  | Valide                                  | Crétacé inférieur                         | Amérique du Sud           | |
| Luopterus            | Hone                                | 2020  | Valide                                  | Jurassique supérieur                      | Asie                      | |
| Lusognathus          | Fernandes et al.                    | 2023  | Valide                                  | Jurassique supérieur                      | Europe                    | |
| Maaradactylus        | Bantim et al.                       | 2014  | Valide                                  | Crétacé inférieur                         | Amérique du Sud           | |
| Meilifeilong         | Wang, Kellner et al.                | 2023  | Valide                                  | Crétacé inférieur                         | Asie                      | Meilifeilong |
| Melkamter            | Fernandes, Pol & Rauhut             | 2024  | Valide                                  | Jurassique inférieur                      | Amérique du Sud           | Melkamter |
| Mesadactylus         | Jensen & Padian                     | 1989  | Valide                                  | Jurassique supérieur                      | Amérique du Nord          | |
| Microtuban           | Elgin & Frey                        | 2011  | Valide                                  | Crétacé supérieur                         | Asie                      | |
| Mimodactylus         | Kellner et al.                      | 2019  | Valide                                  | Crétacé supérieur                         | Liban                     | |
| Mistralazhdarcho     | Vullo, Garcia, Godefroit et al.     | 2018  | Valide                                  | Crétacé supérieur                         | Europe                    | |
| Moganopterus         | Lü et al.                           | 2012  | Valide                                  | Crétacé inférieur                         | Asie                      | |
| Montanazhdarcho      | Padian, Horner & de Ricqlès         | 1993  | Valide                                  | Crétacé supérieur                         | Amérique du Nord          | |
| Muzquizopteryx       | Frey, Buchy et al.                  | 2006  | Valide                                  | Crétacé supérieur                         | Amérique du Nord          | |
| Mythunga             | Molnar & Thulborn                   | 2008  | Valide                                  | Crétacé inférieur                         | Australie                 | |
| Navajodactylus       | Sullivan & Fowler                   | 2011  | Valide                                  | Crétacé supérieur                         | Amérique du Nord          | |
| Nemicolopterus       | X. Wang, Kellner et al.             | 2008  | Valide                                  | Crétacé inférieur                         | Asie                      | Nemicolopterus |
| Nesodactylus         | Colbert                             | 1969  | Valide                                  | Jurassique supérieur                      | Cuba                      | |
| Nesodon              | Jensen & Ostrom                     | 1977  | Lapsus calami                           | N/A                                       | N/A                       | Misspelling of Nesodactylus, also preoccupied by a toxodont. |
| Nicorhynchus         | Holgado & Pêgas                     | 2020  | Valide                                  | Crétacé inférieur au Crétacé supérieur    | Afrique, Europe           | |
| Ningchengopterus     | Lü                                  | 2009  | Valide                                  | Crétacé inférieur                         | Asie                      | Ningchengopterus |
| Nipponopterus        | Zhou et al.                         | 2024  | Valide                                  | Crétacé supérieur                         | Asie                      | |
| Noripterus           | Yang                                | 1973  | Valide                                  | Crétacé inférieur                         | Asie                      | Noripterus |
| Normannognathus      | Buffetaut, J.-J. Lepage & G. Lepage | 1998  | Valide                                  | Jurassique supérieur                      | Europe                    | |
| Nurhachius           | Wang, Kellner et al.                | 2003  | Valide                                  | Crétacé inférieur                         | Asie                      | Nurhachius |
| Nyctodactylus        | Marsh                               | 1881  | Jr. snyonym                             | N/A                                       | N/A                       | Jr. synonym of Nyctosaurus. |
| Nyctosaurus          | Marsh                               | 1876  | Valide                                  | Crétacé supérieur                         | N/A                       | Nyctosaurus |
| Odontorhynchus       | Stolley                             | 1936  | Jr. snyonym                             | N/A                                       | N/A                       | Jr. synonym of Rhamphorhynchus. |
| Oolithorhynchus      | Whalley                             | 2000  | Nomen nudum                             | N/A                                       | N/A                       | Manuscript name about which almost nothing is known. |
| Orientognathus       | Lü et al.                           | 2015  | Valide                                  | Jurassique supérieur                      | Asie                      | |
| Ordosipterus         | Ji                                  | 2020  | Valide                                  | Crétacé inférieur                         | Asie                      | |
| Ornithocephalus      | von Sömmering                       | 1812  | non représenté selon PaleoDB            | N/A                                       | N/A                       | futur probable Jr. synonym of Pterodactylus. |
| Ornithocheirus       | Seeley                              | 1869  | Valide                                  | Crétacé inférieur                         | N/A                       | Ornithocheirus |
| Ornithodesmus        | Seeley                              | 1887  | Identification erronée                  | N/A                                       | N/A                       | Misidentified dromaeosaurid. |
| Ornithopterus        | Fitzinger                           | 1843  | Jr. snyonym                             | N/A                                       | N/A                       | Jr. synonym of Rhamphorhynchus. |
| Ornithostoma         | Seeley                              | 1871  | Valide                                  | Crétacé supérieur                         | Europe                    | |
| Osteornis            | Gervais                             | 1844  | Nomen nudum                             | N/A                                       | Europe                    | Nomen ex dissertationae for pterosaur remains later named Palaeornis and Cimoliornis. |
| Otogopterus          | Ji & Zhang                          | 2020  | Valide                                  | Crétacé inférieur                         | Asie                      | |
| Pachagnathus         | Martínez et al.                     | 2022  | Valide                                  | Trias supérieur                           | Amérique du Sud           | |
| Pachyrhamphus        | Fitzinger                           | 1843  | Douteux                                 | N/A                                       | N/A                       | Preoccupied name; now known as Scaphognathus |
| Palaeocursornis      | Kessler & Jurcsák                   | 1986  | Valide                                  | Crétacé inférieur                         | Europe                    | Originally described under the name Limnornis as a bird; Limnornis was preoccupied, and the fossils were subsequently reinterpreted as pterosaurian. |
| Palaeornis           | Mantell                             | 1844  | Douteux                                 | N/A                                       | N/A                       | preoccupied name. |
| Pangupterus          | Lü et al.                           | 2016  | Valide                                  | Crétacé inférieur                         | Asie                      | |
| Paranurognathus      | Peters                              | 2005  | Jr. snyonym                             | N/A                                       | N/A                       | Jr. synonym of Anurognathus. |
| Parapsicephalus      | von Arthaber                        | 1919  | Valide                                  | Jurassique inférieur                      | Europe                    | |
| Peteinosaurus        | Wild                                | 1978  | Valide                                  | Trias supérieur                           | Europe                    | |
| Petrodactyle         | Hone et al.                         | 2023  | Valide                                  | Jurassique supérieur                      | Europe                    | |
| Phobetor             | Bakhurina                           | 1986  | Jr. snyonym                             | N/A                                       | N/A                       | Jr. synonym of Noripterus. |
| Phosphatodraco       | Pereda-Suberbiola, Bardet et al.    | 2003  | Valide                                  | Crétacé supérieur                         | Afrique                   | |
| Piksi                | Varricchio                          | 2002  | Valide                                  | Crétacé supérieur                         | Amérique du Nord          | Originally described as a bird, subsequently reinterpreted as a pterosaur. |
| Plataleorhynchus     | Howse & Milner                      | 1995  | Valide                                  | Jurassique supérieur to Crétacé inférieur | Europe                    | |
| Prejanopterus        | Vidarte & Calvo                     | 2010  | Valide                                  | Crétacé inférieur                         | Europe                    | |
| Preondactylus        | Wild                                | 1983  | Valide                                  | Trias supérieur                           | Europe                    | Preondactylus |
| Pricesaurus          | Bonaparte & Sanchez                 | 1986  | Nomen nudum                             | Crétacé inférieur                         | Amérique du Sud           | |
| Procoelosaurus       | Atanassov                           | 2002  | Nomen ex dissertatione                  | N/A                                       | N/A                       | |
| Propterodactylus     | Spindler                            | 2024  | Valide                                  | Jurassique supérieur                      | Europe                    | Propterodactylus |
| Ptenodactylus        | Seeley                              | 1869  | Douteux                                 | N/A                                       | N/A                       | Preoccupied name. |
| Ptenodracon          | Lydekker                            | 1888  | Jr. synonym                             | N/A                                       | N/A                       | Junior synonym of Ctenochasma. |
| Pteranodon           | Marsh                               | 1876  | Valide                                  | Crétacé supérieur                         | Amérique du Nord          | Pteranodon |
| Ptérodactyle         | Cuvier                              | 1809  | nom vernaculaire                        | N/A                                       | N/A                       | Renamed Pterodactylus. |
| Pterodactylus        | Rafinesque                          | 1815  | Valide                                  | Jurassique supérieur                      | Afrique, Europe           | Pterodactylus |
| Pterodaustro         | Bonaparte                           | 1970  | Valide                                  | Crétacé inférieur                         | Amérique du Sud           | Pterodaustro |
| Pterofiltrus         | Jiang & Wang                        | 2011  | Valide                                  | Crétacé inférieur                         | Asie                      | |
| Pteromimus           | Atanassov                           | 2002  | Nomen ex dissertatione                  | N/A                                       | N/A                       | |
| Pteromonodactylus    | Teryaev                             | 1967  | Jr. snyonym                             | N/A                                       | N/A                       | Jr. synonym of Rhamphorhynchus. |
| Pterorhynchus        | Czerkas & Q. Ji                     | 2002  | Valide                                  | Jurassique supérieur                      | Asie                      | |
| Puntanipterus        | Bonaparte & Sanchez                 | 1975  | Valide                                  | Jurassique supérieur au Crétacé inférieur | Amérique du Sud           | |
| Qinglongopterus      | Lü, Unwin et al.                    | 2012  | Valide                                  | Jurassique moyen                          | Asie                      | |
| Quetzalcoatlus       | Lawson                              | 1975  | Valide                                  | Crétacé supérieur                         | Amérique du Nord          | Quetzalcoatlus |
| Radiodactylus        | Andres & Myers                      | 2013  | Valide                                  | Crétacé inférieur                         | Amérique du Nord          | |
| Raeticodactylus      | Stecher                             | 2008  | Valide                                  | N/A                                       | N/A                       | Possible junior synonym of Caviramus |
| Rhabdopelix          | Cope                                | 1870  | Identification erronée                  | N/A                                       | N/A                       | At first it was thought to be a Triassic pterosaur, but is now known to be (at least in part) a kuehneosaurid. |
| Rhamphinion          | Padian                              | 1984  | Valide                                  | Jurassique inférieur                      | Amérique du Nord          | |
| Rhamphocephalus      | Seeley                              | 1880  | Identification erronée                  | Jurassique moyen                          | Europe                    | Originally assigned to Pterosauria, later reassigned to Thalattosuchia. |
| Rhamphorhynchus      | von Meyer                           | 1846  | Valide                                  | Jurassique supérieur.                     | Afrique, Europe           | Rhamphorhynchus |
| Samrukia             | Naish et al.                        | 2012  | Valide                                  | Crétacé supérieur                         | Asie                      | Originally described as a bird but reinterpreted as a pterosaur. |
| Santanadactylus      | de Buisonjé                         | 1980  | Valide                                  | Crétacé inférieur                         | Amérique du Sud           | |
| Scaphognathus        | Wagner                              | 1861  | Valide                                  | Jurassique supérieur.                     | Europe                    | Scaphognathus |
| Seazzadactylus       | Dalla Vecchia                       | 2019  | Valide                                  | Trias supérieur                           | Europe                    | |
| Sericipterus         | Andres, Clark & X. Xing             | 2010  | Valide                                  | Jurassique supérieur                      | Asie                      | |
| Serradraco           | Rigal, Martill & Sweetman           | 2017  | Valide                                  | Jurassique supérieur.                     | Europe                    | |
| Shenzhoupterus       | Lü, Unwin et al.                    | 2008  | Valide                                  | Crétacé inférieur                         | Asie                      | |
| Simurghia            | Longrich et al.                     | 2018  | Valide                                  | Crétacé supérieur                         | Afrique                   | |
| Sinomacrops          | Wei et al.                          | 2021  | Valide                                  | Jurassique moyen au Jurassique supérieur  | Asie                      | |
| Sinopterus           | X. Wang & Z. Zhou                   | 2003  | Valide                                  | Crétacé inférieur                         | Asie                      | |
| Siroccopteryx        | Mader & Kellner                     | 1999  | Valide                                  | N/A                                       | N/A                       | Possible junior synonym of Coloborhynchus |
| Skiphosoura          | Hone et al.                         | 2024  | Valide                                  | Jurassique supérieur                      | Europe                    | |
| Sordes               | Sharov                              | 1971  | Valide                                  | Jurassique supérieur.                     | Asie                      | Sordes |
| Tacuadactylus        | Soto et al.                         | 2021  | Valide                                  | Jurassique supérieur                      | Amérique du Sud           | |
| Tapejara             | Kellner                             | 1989  | Valide                                  | Crétacé inférieur                         | Amérique du Sud           | Tapejara |
| Targaryendraco       | Pêgas et al.                        | 2019  | Valide                                  | Crétacé inférieur                         | Europe                    | |
| Tendaguripterus      | Unwin & Heinrich                    | 1999  | Valide                                  | Jurassique supérieur                      | Afrique                   | |
| Tethydraco           | Longrich et al.                     | 2018  | Valide                                  | Crétacé supérieur                         | Afrique                   | |
| Thalassodromeus      | Kellner & Campos                    | 2002  | Valide                                  | Crétacé inférieur                         | Amérique du Sud           | Thalassodromeus |
| Thanatosdrakon       | Ortiz David et al.                  | 2022  | Valide                                  | Crétacé supérieur                         | Amérique du Sud           | |
| Thapunngaka          | Richards et al.                     | 2021  | Valide                                  | Crétacé inférieur                         | Australie                 | |
| Titanopteryx         | Arambourg                           | 1959  | Douteux                                 | Crétacé supérieur                         | Asie                      | Preoccupied by a simuliid blackfly. It was later renamed Arambourgiania. |
| Torukjara            | Pêgas                               | 2024  | Valide                                  | Crétacé inférieur                         | Amérique du Sud           | |
| Tribelesodon         | Bassani                             | 1886  | Identification erronée                  | N/A                                       | N/A                       | At first it was thought to be a Triassic pterosaur but is now known to be a misinterpreted specimen of the prolacertiform Tanystropheus. |
| Tropeognathus        | Wellnhofer                          | 1987  | Valide                                  | Crétacé inférieur                         | Amérique du Sud           | One of the largest anhanguerids. |
| Tupandactylus        | Kellner & Campos                    | 2007  | Valide                                  | Crétacé inférieur                         | Amérique du Sud           | Tupandactylus |
| Tupuxuara            | Kellner & Campos                    | 1988  | Valide                                  | Crétacé supérieur                         | Amérique du Sud           | Tupuxuara |
| Uktenadactylus       | Rodrigues & Kellner                 | 2008  | Valide                                  | Crétacé inférieur                         | Amérique du Nord          | Possible junior synonym of Coloborhynchus |
| Unwindia             | Martill                             | 2011  | Valide                                  | Crétacé supérieur                         | Amérique du Sud           | |
| Utahdactylus         | Czerkas & Mickelson                 | 2002  | Valide                                  | Jurassique supérieur                      | Amérique du Nord          | |
| Vectidraco           | Naish, Simpson & Dyke               | 2013  | Valide                                  | Crétacé inférieur                         | Europe                    | |
| Vesperopterylus      | Lü et al.                           | 2017  | Valide                                  | Crétacé inférieur                         | Asie                      | |
| Volgadraco           | Averianov, Arkhangelsky & Pervushov | 2008  | Valide                                  | Crétacé supérieur                         | Asie                      | |
| Wellnhopterus        | Andres & Langston Jr.               | 2021  | Valide                                  | Crétacé supérieur                         | Amérique du Nord          | |
| Wenupteryx           | Codorniú & Gasparini                | 2013  | Valide                                  | Jurassique supérieur                      | Amérique du Sud           | |
| Wightia              | Martill et al.                      | 2020  | Valide                                  | Crétacé inférieur                         | Europe                    | |
| Wukongopterus        | X. Wang, Kellner et al.             | 2009  | Valide                                  | Jurassique moyen                          | Asie                      | |
| Wyomingopteryx       | Bakker                              | 1994  | Nomen nudum                             | N/A                                       | N/A                       | |
| Xericeps             | D. Martill et al.                   | 2017  | Valide                                  | Crétacé inférieur au Crétacé supérieur    | Afrique                   | |
| Yelaphomte           | Martínez et al.                     | 2022  | Valide                                  | Trias supérieur                           | Amérique du Sud           | |
| Yixianopterus        | Lü, S. Ji et al.                    | 2006  | Valide                                  | Crétacé inférieur                         | Asie                      | |
| Zhejiangopterus      | Z. Cai & F. Wei                     | 1994  | Valide                                  | Crétacé supérieur                         | Asie                      | Zhejiangopterus |
| Zhenyuanopterus      | Lü                                  | 2010  | Valide                                  | Crétacé inférieur                         | Asie                      | |

### Synonymes
| Genre          | Auteur(s)            | Année | Taxon synonyme     | Primo | Déclarant           |
| -------------- | -------------------- | ----- | ------------------ | ----- | ------------------- |
| Amblydectes    | Hooley               | 1914  | Coloborhynchus     | 2011  | Martill (d) & Unwin |
| Comodactylus   | Galton               | 1981  | Rhamphorhynchoidea | 2003  | Carpenter et al.    |
| Diopecephalus  | Seeley               | 1871  | Pterodactylus      |       |                     |
| Macrotrachelus | Giebel               | 1852  | Pterodactylus      |       |                     |
| Pterotherium   | Fischer von Waldheim | 1813  | Pterodactylus      |       |                     |

### Ichnogenres
| Genre        | Auteur(s)            | Année | Statut                 | Période              | Répartition                    | Image ou Notes |
| ------------ | -------------------- | ----- | ---------------------- | -------------------- | ------------------------------ | --- |
| Agadirichnus | Ambroggi & Lapparent | 1954  | Valide                 | uK                   | Afrique                        | Ø |
| Haenamichnus | Hwang, Huh et al.    | 2002  | Valide                 | Crétacé supérieur    | Asie                           | More than 5 times as large as Pteraichnus, these tracks were probably made by azhdarchids. |
| Kouphichnium | Nopcsa               | 1923  | Identification erronée | N/A                  | N/A                            | The trackmaker was probably a limulid. |
| Pteraichnus  | Stokes               | 1957  | Valide                 | Jurassique supérieur | Asie, Europe, Amérique du Nord | Some tracks attributed to Pteraichnus have been considered crocodilian in origin by some scientists (Padian, 1984) however, recent studies in the past decade have overturned Padian's thoughts. |
| Purbeckopus  | Delair               | 1963  | Nomen dubium           | Crétacé inférieur    | Europe                         | |

### Oogenres
Bien que l'on connaisse des œufs de ptérosaures, certains avec des embryons complets, aucun oogenre n'a été érigé pour les abriter. L'holotype de l'ooespèce Oolithes sphaericus a été brièvement considéré par Harry Govier Seeley comme étant d'origine ptérosaurienne, bien que cette attribution ait été rejetée avant l'érection formelle de cet oogenre.